# Функція Томе

Графік функції Томе на інтервалі (0,1). Показані всі раціональні точки із знаменником не більше 200.

Функція Томе — це визначена на множині дійсних чисел функція {\displaystyle f(x)} від дійсної змінної {\displaystyle x}, що названа на честь Карла Йоганнеса Томе. Вона має багато назв: модифікована функція Діріхле, функція Рімана, краплева функція, лінійкова функція, Зірка Вавилона. Визначення можна записати так:
{\displaystyle f(x)={\begin{cases}{\frac {1}{q}}&x={\frac {p}{q}}\in \mathbb {Q} \\0&x\in \mathbb {R} \setminus \mathbb {Q} \\1&x=0\\\end{cases}}}
У даному означенні вважається, що дріб  {\displaystyle {\frac {p}{q}}}  є нескоротним.

## Властивості
- Функція Томе є неперервною в усіх ірраціональних точках і є розривною для всіх раціональних значень аргументів.

Справді, для будь-якого {\displaystyle x\in \mathbb {R} } маємо
{\displaystyle \lim _{y\to x}f(y)=0.\,}
оскільки завжди можна підібрати проколотий окіл настільки малим, щоб усі належні до нього раціональні числа мали достатньо великі знаменники. З означення функції Томе і означення неперервності функції одержуємо необхідне твердження.
- На відміну від функції Діріхле, функція Томе є інтегровною за Ріманом на будь-якій скінченній області інтегрування.

Справді, нехай Z  — деяке розбиття області інтегрування і {\displaystyle \delta x_{i}<\lambda }  — довжини проміжків розбиття. Позначимо також {\displaystyle \omega _{i}} коливання Функції Томе на проміжку і. Кількість раціональних чисел, що записуються як нескоротний дріб із знаменниками {\displaystyle q\leq N} де {\displaystyle N\in \mathbb {N} } є, очевидно, деяким скінченним числом k. Тоді кількість проміжків розбиття, що містять такі числа, рівна щонайбільше 2k, а їх сукупна довжина не перевищує {\displaystyle 2k\lambda \,}. На інших проміжках коливання функції є меншим {\displaystyle {\frac {1}{N}}}. Остаточно можемо записати:
{\displaystyle \sum \omega _{i}\delta _{i}<2k\lambda +{\frac {d}{N}}}, де d   -- довжина області інтегрування.
Узявши N достатньо великим, а {\displaystyle \lambda \,} достатньо малим, можемо зробити цю суму як завгодно малою, звідки й випливає інтегровність за Ріманом.